# انارهای نارس
انارهای نارس عنوان فیلمی است اجتماعی، ساخت ایران به کارگردانی مجیدرضا مصطفوی. این فیلم در سی و دومین جشنواره فیلم فجر شرکت کرد. این اثر اولین فیلم بلند سینمایی مجیدرضا مصطفوی در مقام کارگردان است.
| قسمت                     | نامزد             | نتیجه  | جایزه        |
| ------------------------ | ----------------- | ------ | ------------ |
| بهترین چهره پردازی       | سید رسول سید عربی | کاندید | سیمرغ بلورین |
| بهترین طراحی صحنه و لباس | حسن روح پروری     | کاندید | سیمرغ بلورین |

## داستان
انسی و ذبیح در حاشیهٔ شهر و در خانه‌ای اجاره‌ای زندگی می‌کنند. انسی از زنی سالخورده پرستاری می‌کند و ذبیح در شمال شهر کارگر ساختمانی است. آنها آرزو دارند بچه‌دار شوند.

## بازیگران
- پژمان بازغی
- آنا نعمتی
- مهران رجبی
- قطب‌الدین صادقی
- رابعه مدنی
- شبنم معززی
- ساقی زینتی
- مجید مشیری
- شیوا خسرومهر
- بانیپال شومون
- محمدرضا عباس نژاد
- حامد طلائی
- بهاره مشیری